# 橋本一
橋本 一（はしもと はじめ、1968年1月17日 - ）は、日本の映画監督。元東映所属。

## 人物
新潟県出身。新潟明訓高校出身。日本大学藝術学部映画学科卒業後、1990年東映入社。京都撮影所に配属され、『御宿かわせみ』（沢口靖子版）にて監督デビュー。以降、東映の社員監督として時代劇、現代劇、任侠映画、スーパー戦隊シリーズまでジャンルを問わず活躍中。2013年12月東映退社。フリーランスの演出家として活動開始。
『相棒 season15』からは前シーズンをもって製作から離れた和泉聖治の後を引き継ぎシリーズのメイン監督を務めている

## 作品

### テレビ
- 御宿かわせみ（沢口靖子版）
- 京都迷宮案内（パート1 - 5）
- 舞妓さんは名探偵!
- 科捜研の女（パート1 - 4）
- 別れる2人の事件簿
- 京都潜入捜査官
- 忍風戦隊ハリケンジャー
- 子連れ狼
- 相棒（Season2 - 5.7 - 23）
- 異議あり!女弁護士大岡法江
- 新・科捜研の女（パート1 - 3）
- 忠臣蔵（最終回スペシャル）
- 名奉行! 大岡越前
- 女刑事みずき〜京都洛西署物語〜
- 八州廻り桑山十兵衛〜捕物控ぶらり旅
- 白虎隊
- ゴンゾウ 伝説の刑事
- 主水之助七番勝負〜徳川風雲録外伝〜
- 臨場
- メイド刑事
- 853〜刑事・加茂伸之介
- 時代劇スペシャル 「樅ノ木は残った」
- 火車
- ゴーストライターの殺人取材
- 特捜最前線2013
- BORDER 警視庁捜査一課殺人犯捜査第4係（2014年4月期）
- ドクターカー（2016年4月期）
- 執事 西園寺の名推理（2018年4月期）
  - 執事 西園寺の名推理2（2019年4月期）
- 神様のカルテ
- 炎の天狐 トチオンガーセブン
- Solliev0

### 映画
- 新・仁義なき戦い/謀殺（2003年）
- 極道の妻たち 情炎（2005年）
- 茶々 天涯の貴妃（2007年）
- 探偵はBARにいる（2011年）※第85回キネマ旬報ベスト・テン 10位
- 臨場 劇場版（2012年）
- 相棒シリーズ X DAY（2013年）
- 探偵はBARにいる2 ススキノ大交差点（2013年）
- 桜姫（2013年） 兼 共同脚本
- 花と蛇 ZERO（2014年）
- 王妃の館（2015年）
- ズタボロ（2015年）
- 破れたハートを売り物に（2015年）- 『熱海少年探偵団』 兼 脚本 ※オムニバス映画[3]
- シマウマ（2016年）[4]
- 相棒 -劇場版IV- 首都クライシス 人質は50万人! 特命係 最後の決断（2017年）
- 東映 presents HKT48×48人の映画監督たち「ANONYMOUS」（2017年）[5]
- 劇場版 炎の天狐トチオンガーセブン 閻魔堂!地獄の大決戦!!（2018年）
- HOKUSAI（2021年）
- 劇場版 シグナル 長期未解決事件捜査班（2021年）
- グランギニョール（2022年）

#### WEB映画
- 次元大介（WEB映画）（2023年）Amazonプライムで10月13日より配信。

## 関連文献
- “『探偵はBARにいる』完成記念 「橋本 一 監督 インタビュー」”. 東映マイスター.   東映. 2011年10月11日時点のオリジナルよりアーカイブ。2016年5月2日閲覧。